# 艾倫代爾 (密歇根州)

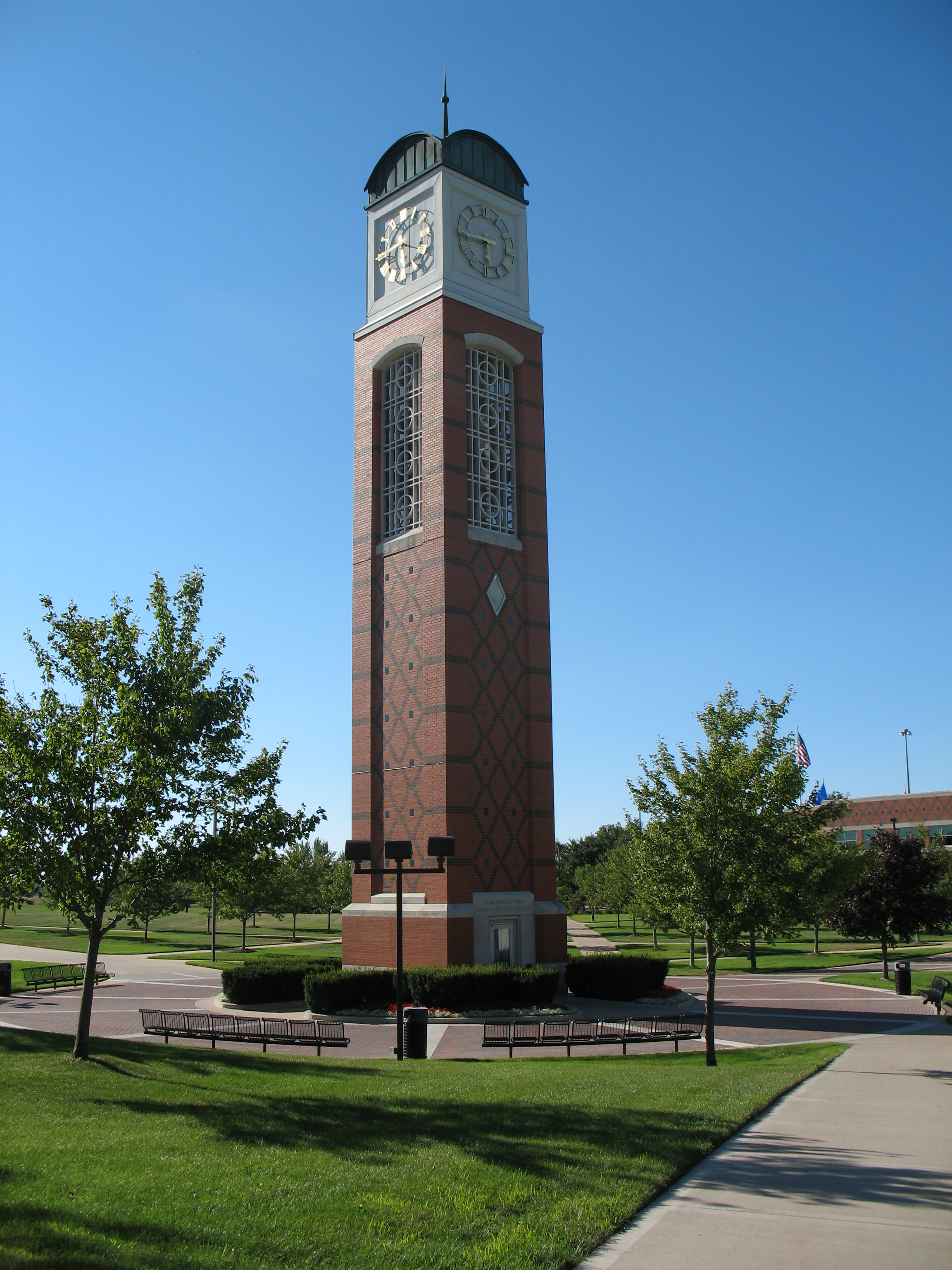
大峡谷州立大学内的钟楼

艾倫代爾是美國密歇根州渥太華縣的一個人口普查指定地區。2010年人口普查時人口為17,579人。它位於艾倫代爾特许镇区（Allendale Charter Township）內，約佔該鎮北部的三分之二。它是密歇根州大急流城-馬斯基根-荷蘭聯合統計區的一部分，並且是大急流城的一個郊區，因為它有通往城市的主要通勤路線（M-45和I-96）。
郵政編碼49401服務於艾倫代爾的所有地區和該鎮的許多剩餘部分，以及南部的布蘭登鎮和東南部的喬治敦鎮的部分地區。
艾倫代爾以該鎮命名。該鎮成立於1849年，州參議員Pennoyer将其改名為Allendale，以纪念艾格尼絲·艾倫（Agnes Allen）她是為該地區稅單上的第一个人，也是革命戰爭英雄伊森·艾倫（EthanAllen）的兒子汉尼拔·艾倫（Hannibal Allen）的遺孀。
艾倫代爾是大峡谷州立大学主校區的所在地。